# Marjorie Okell
Marjorie Okell (Marjorie Francis Okell, verheiratete Harris; * 1. April 1908; † 3. Oktober 2009) war eine britische Hochspringerin.
1934 wurde sie für England startend bei den British Empire Games 1934 startend Sechste.
1929 und 1931 wurde sie Englische Meisterin. Ihre persönliche Bestleistung von 1,57 m stellte sie am 3. August 1931 in Leamington auf. 
Bis ins hohe Alter engagierte sie sich als Verbandsfunktionärin. Für ihren Einsatz wurde sie als Ehrenpräsidentin der Women’s Amateur Athletic Association gewürdigt.